# Елита-фон-Вольский, Константин Адольфович
Константи́н Адо́льфович Ели́та-фон-Во́льский (1850 — не ранее 1912) — генерал-лейтенант русской императорской армии (1907), участник русско-турецкой войны 1877—1878 годов, флигель-адъютант (1880—1900). Его младший брат — Николай Адольфович Иелита-фон-Вольский.

## Биография
Из дворян Курляндской губернии, лютеранского (реформаторского) вероисповедания. Родился 23 августа (4 сентября) 1850 года в Царском Селе, сын генерал-лейтенанта Адольфа Васильевича Вольского (1811—1879), старший брат генерал-майора Николая Иелиты-фон-Вольского.
9 ноября 1865 года поступил в Пажеский Его Императорского Величества корпус, там же получил военное образование.
В военную службу вступил пажом 2 июня 1866 года; 12 июля 1868 года был произведен из камер-пажей в прапорщики и выпущен в Лейб-гвардии Финляндский полк (Санкт-Петербург). Служил в этом полку: подпоручик гвардии (старшинство с 16 апреля 1872 года), поручик гвардии (старшинство с 30 августа 1873 года), 18 августа 1876 года был утверждён в должности командира роты, с 30 августа 1877 года — штабс-капитан гвардии.
В 1877—1878 годах в составе Лейб-гвардии Финляндского полка принимал участие в русско-турецкой войне. За отличия в сражении при Горном Дубняке был награждён орденом Св. Станислава 3-й степени с мечами и бантом (11.04.1878). В течение месяца, с 18 декабря 1877 по 16 января 1878 года, находился в госпитале из-за травмы ноги; с 16 мая по 20 октября 1878 года был полковым адъютантом, затем снова принял роту.
5 февраля 1880 года, во время взрыва в Зимнем дворце, был начальником старшего караула в Зимнем дворце; 9 марта того же года был назначен флигель-адъютантом к Его Императорскому Величеству.
В 1880 году был в командировке в Италии для присутствия на манёврах. С 30 августа 1881 года — капитан гвардии.
В 1884 году находился в 11-ти месячном заграничном отпуске по болезни.
24 апреля 1888 года произведен из капитанов гвардии в полковники гвардии, с оставлением флигель-адъютантом.
С 11 января 1893 года — командир 87-го пехотного Нешлотского полка, с оставлением флигель-адъютантом (был флигель-адъютантом до 27 августа 1900 года). В 1894 году состоял при наследном принце Люксембургском, прибывшем в Санкт-Петербург для присутствия при погребении императора Александра III.
27 августа 1900 года, одновременно с производством за отличие по службе в генерал-майоры, был назначен командиром Лейб-гвардии Измайловского полка.
С 16 июля 1904 года — командир 2-й бригады 2-й гвардейской пехотной дивизии.
2 ноября 1907 года за отличие по службе произведен в генерал-лейтенанты, с назначением начальником 45-й пехотной дивизии.
8 ноября 1908 года числящийся по гвардейской пехоте начальник 45-й пехотной дивизии генерал-лейтенант Константин Адольфович Елита-фон-Вольский был уволен от службы по домашним обстоятельствам, с мундиром и пенсией.
Последнее упоминание о Константине Адольфовиче Елита-фон-Вольском относится к 1912 году; дальнейшая его судьба неизвестна.

## Награды
чины и звания в награду:
- флигель-адъютант к Его Императорскому Величеству (09.03.1880)
- генерал-майор (27.08.1900), за отличие по службе
- генерал-лейтенант (02.11.1907), за отличие по службе

ордена :
- Орден Святого Станислава 3-й степени с мечами и бантом (11.04.1878)
- Орден Святой Анны 3-й степени (1883)
- Орден Святого Станислава 2-й степени (1886)
- Орден Святой Анны 2-й степени (1889)
- Орден Святого Владимира 4-й степени (1892)
- Орден Святого Владимира 3-й степени (1894)
- Орден Святого Станислава 1-й степени (1903)
- Орден Святой Анны 1-й степени (1906)

медали:
- «В память русско-турецкой войны 1877—1878» (светло-бронзовая; 1878)
- «В память царствования императора Александра III» (серебряная; 1896)
- «В память коронации Императора Николая II» (серебряная; 1896)
- «За труды по первой всеобщей переписи населения» (тёмно-бронзовая, 1897)

благоволение монарха:
- Высочайшее благоволение (1898)
- Высочайшая благодарность (1899)

нагрудные знаки:
- Вензелевый знак Имени Е. И. В. императора Александра II для лиц, состоявших в звании флигель-адъютанта в свите императора Александра II (1880)
- Юбилейный знак выпускника Пажеского корпуса (1902)
- Знак отличия беспорочной службы за 35 лет службы (1903)

Иностранные награды:
- Румынский Железный крест «За переход через Дунай» (1877)

ордена:
- Итальянский орден Святых Маврикия и Лазаря 4-го класса, офицерский крест (1880)
- Люксембургский орден Дубовой короны 3-го класса, большой офицерский (командорский) крест (1895)
- Греческий орден Спасителя 3-й степени, командорский крест (1896)
- Болгарский орден Святого Александра 2-й степени, — большой офицерский крест и нагрудная звезда ордена (1898)
- Румынский орден Звезды Румынии 2-го класса, большой офицерский крест (1899)
- Французский орден Почётного легиона 3-го класса, командорский крест (1901)
- Итальянский орден Короны Италии 2-го класса, большой офицерский крест и нагрудная звезда ордена  (1903)

## Семья
С 14 апреля 1881 года был женат на Терезе Николаевне фон Баумгартен, дочери Н. К. Баумгартена. Их дети:
- Сергей (08.03.1882 — 20.12.1893)
- Нина (04.06.1887 — 11.10.1913)